# Show Some Respect
Show Some Respect è un singolo della cantante statunitense Tina Turner, pubblicato nel 1985 come estratto dall'album Private Dancer.

## Tracce
Singolo 7"
1. Show Some Respect
2. Let's Pretend We're Married